# AGCO
AGCO Corporation (NYSE: AGCO) é um fabricante multinacional com foco em desenvolvimento, fabricação e distribuição de equipamentos agrícolas para 140 países e com sede em Duluth (Geórgia), USA. Fundada em 1990, a AGCO fornece para agricultores: tratores, colheitadeiras, equipamentos para feno e forragem, implementos, armazenamento de grãos e sistemas de produção de proteína, bem como peças de reposição. A empresa é dirigida pelo Teuto-americano Martin Richenhagen, Chairman e Presidente da AGCO Corp.
O principais marcas comercializadas são Challenger, Fendt, GSI, Valtra e Massey Ferguson para as seguintes culturas:
trigo, feno, milho, canola, soja, algodão, laticínios e pecuária.

## Presença no Brasil
A AGCO fabrica equipamentos agrícolas em cinco fábricas no Brasil e também uma na Argentina para o mercado sul-americano. As colheitadeiras são produzidas em Santa Rosa (RS), tratores são produzidos nas fábricas localizadas em Mogi das Cruzes (SP), onde também são fabricados os motores AGCO Power e Pulverizadores, e Canoas (RS). Os implementos da AGCO são fabricados em Ibirubá (RS) e a fábrica da GSI fica localizada em Marau (RS). Os produtos são exportados para outros mercados da América do Sul e da América Central, mas também para mercados distantes da África, com foco em joint venture na Argélia.

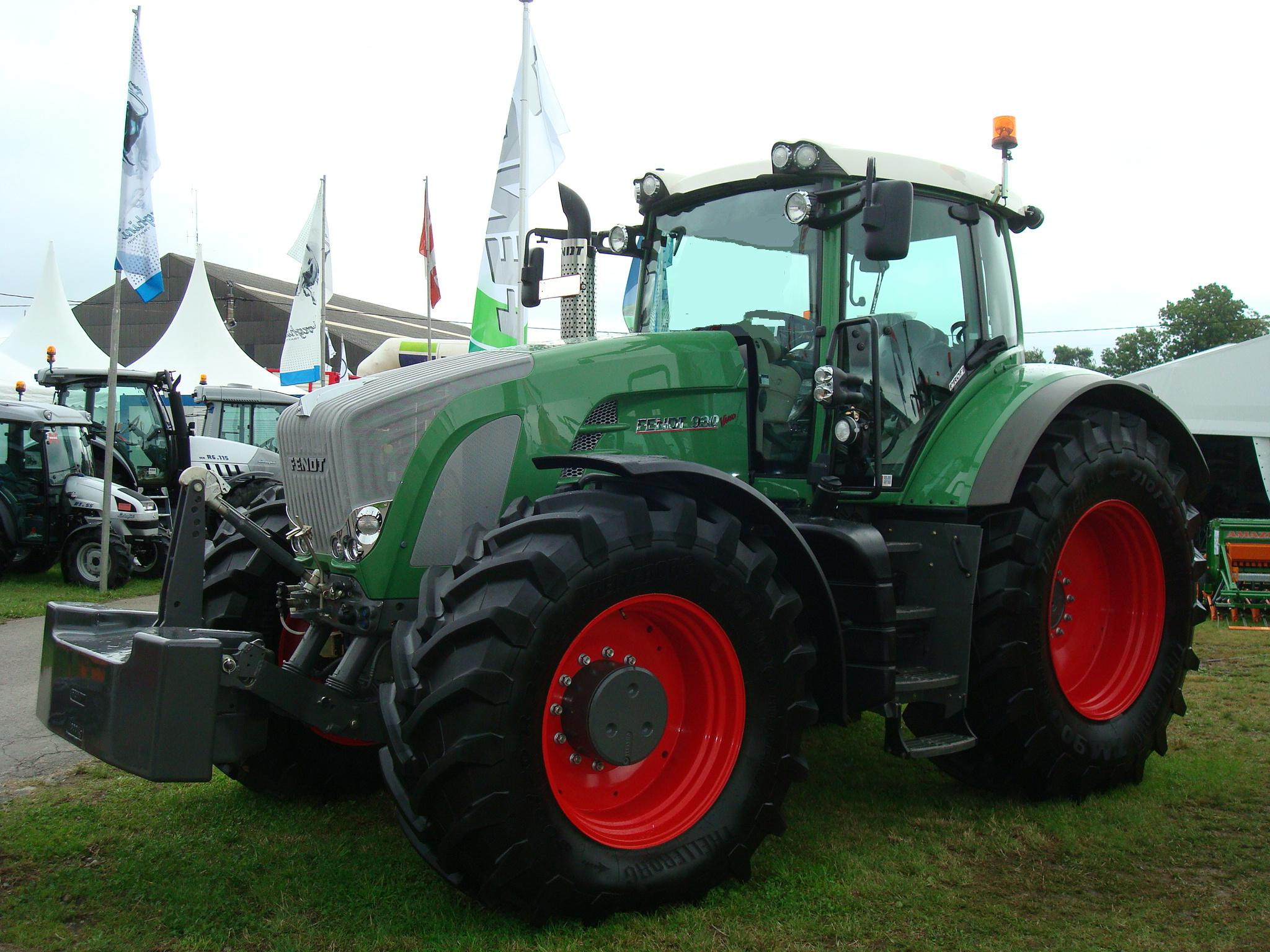
O trator Fendt 930 Vario